# إرنست كيتسينغر
إرنست كيتسينغر (بالألمانية: Ernst Kitzinger) (و. 1912 – 2003 م) هو مؤرخ الفن، ومؤرخ، وأستاذ جامعي من ألمانيا، والولايات المتحدة، ولد في ميونخ، وكان عضوًا في الأكاديمية الأمريكية للفنون والعلوم، والأكاديمية البافارية للعلوم والعلوم الإنسانية، والأكاديمية البريطانية، توفي في بكبسي، عن عمر يناهز 91 عاماً.

## التعليم
تعلم في جامعة لودفيغ ماكسيميليان في ميونخ.

## جوائز
حصل على جوائز منها:
- زمالة غوغنهايم
- وسام الاستحقاق للفنون والعلوم
- جائزة روما الأمريكية
- زمالة جمعية الأثريات ‏.

## روابط خارجية
- إرنست كيتسينغر على موقع مونزينجر (الألمانية)